# 全国バスコレクション
全国バスコレクション（略称 全国バスコレ）は、株式会社トミーテックが製造・販売するバスコレクションシリーズのひとつ。通常のバスコレクションと同じく、縮尺1/150のバス模型（Nゲージのスケールモデル）である。
2013年から発売されたシリーズで、日本全国の各都道府県の路線バスを製品化するという企画である。従来のバスコレクションで採用されてきた箱入りブラインドパッケージをやめ、車種を統一して造り分けも省略し、多様なバス事業者の塗装を再現したバスを網羅しようというものである。本体価格は1,200円。

## 概要
公式サイトでは「全国のバスをモデル化せよ ジオコレ10年目の挑戦」と銘打っているが、第5弾までに東京都と大阪府の事業者が早くも2つ出ている。また、秋田、山形、和歌山、香川、高知、宮崎、沖縄の各県の事業者は2025年5月時点で未だ製品化されていない。
包装は、京商1/150バスシリーズのような中身の見えるブリスターパックに変更となっている。パックへの出し入れを考えて裏側の台紙は接着式ではなく、ジオコレ「ザ・人間」と同様にブリスターパックで台紙を押さえる形を取っている。当初は各製品にバス停パーツとバス停シール・行先貼り替えシールが付属していたが、バス停パーツは第6弾から、行先貼り替えシールは第7弾から付属しないことが発表された。
2017年発売のJB045以降は、公式サイトに弾数表記はされていない。
2017年11月には、新シリーズ「わたしの街 バスコレクション」を発売。日本国内の主要6都市（札幌・東京・名古屋・大阪・広島・福岡）を運行するバス事業者の8種をラインナップした。これにより、翌2018年発売のJB051以降は、本製品は再生産しない予定となっている。
なお一部製品は再生産し、車種を変更したり（2018年11月発売のJB030-2 長崎県営バス、JB034-2 三重交通）、行先表示や車番を変更（2018年8月発売のJB037-2 国際興業バス）して発売している。

## 製品一覧
車種はいずれも大型バスで、第8弾までが三菱ふそう・エアロスター、第9弾以降は三菱ふそう・エアロスター、いすゞ・エルガ、日野ブルーリボンII、それ以降は2代目エルガおよびブルーリボンとなっている。 
以下、特記のないモデルはノンステップバスである。

### 第1弾
2013年3月・4月発売。
- JB001 東京都交通局　LKG-MP37FK がプロトタイプ
- JB002 名古屋市交通局　PKG-MP35UM改 がプロトタイプ
- JB003 大阪市交通局　LKG-MP37FK がプロトタイプ
- JB004 西日本鉄道　LKG-MP35FM（ワンステップ） がプロトタイプ

当初、JB001〜JB004のすべてが3月発売予定であったが、JB004のみ4月発売に延期となった。

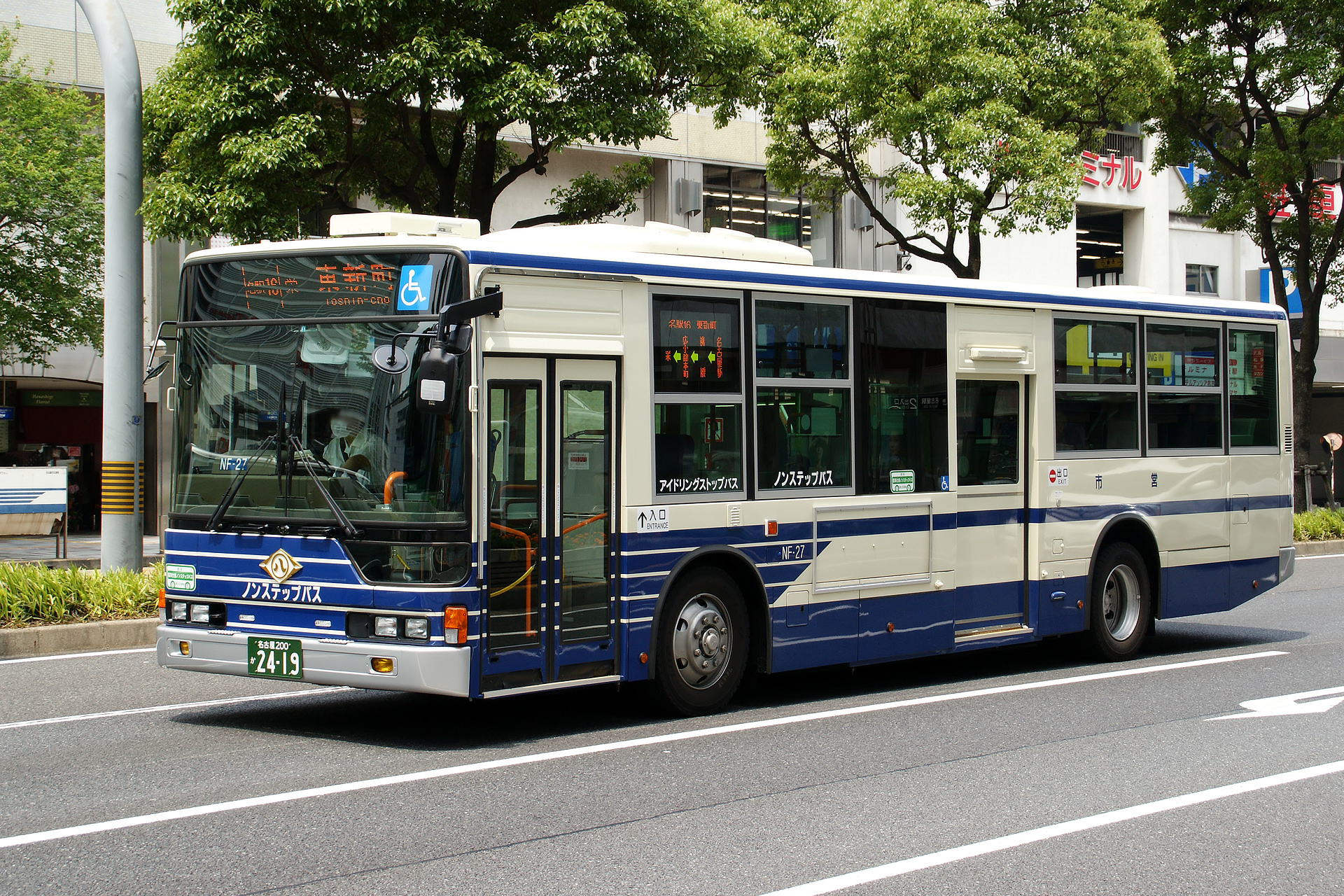
名古屋市交通局

### 第2弾
2013年6月発売。
- JB005 東急バス QKG-MP37FK がプロトタイプ
- JB006 神戸市交通局 QKG-MP37FK がプロトタイプ

### 第3弾
2013年8月発売。
- JB007 新潟交通 LKG-MP37FM がプロトタイプ
- JB008 鹿児島市交通局 LKG-MP37FM がプロトタイプ

### 第4弾
2013年11月発売。
- JB009 北陸鉄道 PKG-MP35UM（ワンステップ） がプロトタイプ
- JB010 高槻市交通部 QKG-MP37FK がプロトタイプ

### 第5弾
2014年2月発売。
- JB011 ちばレインボーバス QKG-MP37FM がプロトタイプ
- JB012 岡山電気軌道 QKG-MP37FK がプロトタイプ

### 第6弾
2014年5月発売。
- JB013 しずてつジャストライン KL-MP35JM（ワンステップ） がプロトタイプ
- JB014 北九州市交通局 LKG-MP37FM がプロトタイプ

この製品よりバス停パーツが付属しなくなった。

### 第7弾
2014年7月発売。
- JB015 川崎鶴見臨港バス QKG-MP37FK がプロトタイプ
- JB016 名鉄バス QKG-MP37FM がプロトタイプ

この製品より方向幕（LED表示）貼り替えシールが付属しなくなった。

### 第8弾
2014年8月発売。
- JB017 立川バス MP37FM がプロトタイプ
- JB018 阪急バス MP37FM がプロトタイプ

### 第9弾
2014年9月発売。
- JB019 北海道中央バス PKG-LV234N2（ワンステップ）がプロトタイプ
- JB020 青森市営バス LKG-LV234N3（ワンステップ）がプロトタイプ

### 第10弾
2015年3月発売。
- JB021 東京空港交通 LKG-MP37FM がプロトタイプ
- JB022 南海バス PKG-KV234N2（ワンステップ）がプロトタイプ

### 第11弾
2015年4月発売。
- JB023 西武バス PKG-LV234L2（ノンステップ）がプロトタイプ
- JB024 遠州鉄道 PKG-LV234Q2（ワンステップ）がプロトタイプ

### 第12弾
2015年6月発売。
- JB025 相鉄バス QKG-MP37FK がプロトタイプ
- JB026 広島電鉄 PDG-KV234N2（ワンステップ）がプロトタイプ

### 第13弾
2015年10月発売。
- JB027 ジェイアールバス東北 QKG-LV234N3（ワンステップ）がプロトタイプ
- JB028 奈良交通 PKG-KV234Q2（ワンステップ）がプロトタイプ

奈良交通は事業者限定品で、JB028の行先表示違いバージョンを数量限定で発売していた（完売）。

### 第14弾
2015年12月発売。
- JB029 京成バス LKG-MP37FM がプロトタイプ
- JB030 長崎県営バス LKG-LV234N3（ノンステップ）がプロトタイプ

### 第15弾
2016年4月発売。
- JB031 東武バスウエスト KL-LV280L1 がプロトタイプ
- JB032 近鉄バス LKG-KV234N3 がプロトタイプ

### 第16弾
2016年7月発売。
- JB033 沿岸バス PKG-KV234Q3（ワンステップ）がプロトタイプ
- JB034 三重交通 LKG-LV234N3 がプロトタイプ

### 第17弾
2016年8月発売。
- JB035 東京ベイシティ交通 QQG-LV234N3 がプロトタイプ。
- JB036 島原鉄道 PKG-KV234N2（ワンステップ）がプロトタイプ。

### 第18弾
2016年10月発売。
- JB037 国際興業バス QDG-LV290N1 がプロトタイプ。LV/KV290系はバスコレ初登場。
- JB038 富山地方鉄道 LKG-MP37FM がプロトタイプ

2016年11月発売。
- JB039 茨城交通 PKG-LV234N2 がプロトタイプ。
- JB040 JR九州バス PKG-LV234N2 がプロトタイプ。

### 第19弾
2017年1月発売。
- JB041横浜市交通局　QDG-KV290N1 がプロトタイプ。
- JB042岐阜バス PKG-MP35UM（ワンステップ）がプロトタイプ。

この後横浜市交通局限定* JB041A が発売され、行先表示が 21系統 市電保存館 から 102系統 滝頭 に変更された。いずれも車番は同じ。

### 第20弾
2017年3月発売。
- JB043 江若交通 QDG-LV290N1 がプロトタイプ。
- JB044 大分バス QPG-KV234N3 がプロトタイプ。

### それ以降（弾数表記なし）

#### 2017年
2017年4月発売。
- JB045 松戸新京成バス QPG-LV234N3 がプロトタイプ。
- JB046 伊予鉄道 QRG-LV290Q1 がプロトタイプ。

2017年6月発売。
- JB047 小湊鉄道 QDG-LV290N1 がプロトタイプ。
- JB048 西肥バス QDG-LV290N1 がプロトタイプ。

2017年8月発売。
- JB049 関東バス QKG-MP38FK がプロトタイプ。
- JB050 広島交通 QPG-LV290Q1 がプロトタイプ。

#### 2018年
2018年1月発売。
- JB051 川崎市交通局 QQG-LV234L3 がプロトタイプ。
- JB052 昭和バス QRG-LV290Q1 がプロトタイプ
- JB037-2 国際興業バス QDG-LV290N1 がプロトタイプ。

JB037-2 国際興業バスは、2016年10月に発売された、JB037 国際興業バスの行先表示と車番違いである。
2018年2月発売。
- JB053 ジェイアールバス関東 QRG-LV290Q1 がプロトタイプ。
- JB054 西日本ジェイアールバス QRG-LV290N1 がプロトタイプ。
- JB041-2 横浜市交通局 QDG-KV290N1 がプロトタイプ。

JB041-2 横浜市交通局は、2017年1月に発売された、JB041 横浜市交通局の行先表示と車番違いである。この後、横浜市交通局限定 JB041A-2 が発売され、行先表示が「44系統 横浜駅西口」から「204系統 浅間町車庫」に変更された。いずれも車番は同じ。
2018年4月発売。
- JB055 仙台市交通局 QKG-LV290N1 がプロトタイプ。
- JB056 京福バス QRG-KV290Q1 がプロトタイプ。

JB055 仙台市交通局は、所属営業所を特定しない仕様をモデルとして製品化され、所属営業所のシンボルマーク無しで発売されている。
2018年6月発売。
- JB057 アルピコ交通 QKG-KV290N1 がプロトタイプ。
- JB058 宇部市交通局 PKG-KV234N2 がプロトタイプ。

2018年7月発売。
- JB059 京都市交通局 QDG-LV290N1 がプロトタイプ。
- JB060 松江市交通局 QPG-KV234N3 がプロトタイプ。

2018年8月発売。
- JB061 朝日自動車 QKG-KV290N1 がプロトタイプ。
- JB062 中国バス QKG-LV290N1 がプロトタイプ。

2018年11月発売。
- JB063 船橋新京成バス QKG-MP38FK  がプロトタイプ。
- JB064 南国交通 QRG-KV290Q1 がプロトタイプ。
- JB30-2 長崎県営バス QDG-LV290N1 がプロトタイプ。
- JB034-2 三重交通 QKG-LV290N1 がプロトタイプ。

JB030-2 長崎県営バスは、2015年12月に発売された、JB030 長崎県営バスの車種と行先表示と車番違いである。
JB034-2 三重交通は、2016年7月に発売された、JB034 三重交通の車種と行先表示、車番違いである。また、全国バスコレクションとして初の車種変更の発売となる。
2018年12月発売。
- JB065 京王電鉄バス QKG-KV290N1 がプロトタイプ。
- JB066 長崎バス 2DG-LV290N2 がプロトタイプ。

#### 2019年
2019年4月発売。
- JB024-2 遠州鉄道 QDG-LV290N1 がプロトタイプ。

JB024-2 遠州鉄道は、2015年4月に発売された、JB024 遠州鉄道の車種と行先表示、車番違いである。
2019年6月発売。
- JB067 阪東自動車
- JB068 京阪バス

2019年8月発売。
- JB069 小田急バス
- JB070 九州産交バス

2019年10月発売。
- JB071 関東鉄道
- JB072 広島バス

2019年11月発売。
- JB021-2 東京空港交通

JB021-2 東京空港交通は、2015年3月に発売された、JB021 東京空港交通の車種違いである。

#### 2020年
2020年1月発売。
- JB073 西東京バス
- JB074 山陽バス

2020年3月発売。
- JB075 国際十王交通
- JB076 京都バス（ブルーリボンハイブリッド）

2020年5月発売。
- JB077 富士急行
- JB004-2 西日本鉄道 渡辺通幹線バス

JB004-2 西日本鉄道 渡辺通幹線バスは、2013年4月に発売された、JB004 西日本鉄道の車種と塗装違いである。
2020年8月発売。
- JB078 宇野バス

#### 2022年
5月発売。
- JB079 京浜急行バス
- JB080 淡路交通

8月発売。
- JB037-3 国際興業 エルガLV234-5400番台
- JB042-2 岐阜バス エアロスターMP38

10月発売。
- JB081 長電バス
- JB082 中国ジェイアールバス

#### 2023年
1月発売。
- JB083 箱根登山バス

2月発売。
- JB084 大阪シティバス

3月発売。
- JB029-2 京成バス
- JB059-2 京都市交通局

7月発売。
- JB016-2 名鉄バス
- JB063-2 船橋新京成バス

9月発売。
- JB085 日東交通 エアロスター
- JB086 近江鉄道 エアロスター

#### 2024年
1月発売。
- JB087 岩手県交通
- JB088 日本交通

6月発売。
- JB022-2 南海バス エルガ
- JB027-2 ジェイアールバス東北 エアロスター

#### 2025年
5月発売。
- JB089 東海自動車 エルガ
- JB090 徳島バス エアロスター

8月発売。
- JB091 群馬バス エルガ
- JB092 京都京阪バス エアロスター

#### 2026年
1月発売(予定)。
- JB093 じょうてつ エルガ

## 全国バスコレクション80
2014年7月から、全国バスコレクション80を発売している。こちらは縮尺1/80のバス模型（HOゲージのスケールモデル）である。